# Gnathotriche sodalis
Gnathotriche sodalis är en fjärilsart som beskrevs av Otto Staudinger 1885. Gnathotriche sodalis ingår i släktet Gnathotriche och familjen praktfjärilar. Inga underarter finns listade i Catalogue of Life.